# Александър Ценович
Александър Николов Ценович е ротмистър от 9-и конен полк на Българската армия през Първата световна война, загинал при кавалерийска атака на 5 септември 1916 при село Попина в Добруджа.

## Биография
Александър Ценович е роден в Букурещ, Кралство Румъния на 30 август 1878. По заръка на баща си, почти незнаещ български език, през август 1895 Ценович пристига в Княжество България, за да постъпи във Военното училище в София. След производството му в първи офицерски чин подпоручик е изпратен да служи в конницата. Тъй като знае няколко чужди езика, Ценович е назначен в Лейбгвардейския ескадрон в София, а след това в 3-ти конен полк в Пловдив.
През Балканската война (1912-1913) е ротмистър в 5-и конен полк. Отличава се в боевете срещу турците и е награден с първи орден „За храброст“, IV ст., 2 клас. Когато българските войски влизат в Солун, е тежко ранен, но оцелява. През март 1913 г. Ценович е назначен за командир на допълващия екадрон на 1-ви конен полк. В него служи до ноември 1913, когато заминава на курс в кавалерийската школа. Завършва я и е назначен за командир на 4-ти ескадрон на 9-и конен полк и с него се включва във войната срещу Румъния.
В боят при село Попина на брега на Дунав 4-ти ескадрон начело с командира си Александър Ценович се хвърля в стремителна атака срещу окопал се противник. Дръзката атака не успява да завладее позицията, но в крайна сметка румънците отстъпват. Според изследователя на живота му Янко Гочев, подвигът на Ценович произвежда силно впечатление на съвременниците му, като е описан в мемоарите на генерал Стефан Тошев.
Ромистър Александър Ценович е посмъртно произведен в чин майор и е награден с военен орден „За храброст“, IV ст., 1 кл. за бойни отличия и заслуги във войната (1918). Днес силистренското село Ценович носи неговото име.